# Taiko no Tatsujin (iOS)
Taiko no Tatsujin (太鼓の達人 lit. El maestro del tambor taiko?) es un videojuego de ritmo desarrollado por Namco y distribuido por Namco Bandai Games para iOS. El juego fue lanzado el 1 de febrero de 2010 en Japón, y es el primer juego de la serie Taiko para la plataforma. Está disponible solamente la App Store japonesa. Namco ha anunciado que el juego será publicado solamente en Japón, y no tiene planes de lanzarlo en los países occidentales.
El juego es similar a otros juegos de la serie, con los jugadores tocando un tambor taiko al ritmo de la música, pero Taiko no Tatsujin permite los jugadores dar toques directamente sobre la pantalla para tocar el tambor. Tiene solamente cinco canciones en el lanzamiento inicial, pero se esperan más canciones como contenido descargable.

## Jugabilidad
Una secuencia de símbolos desplazándose horizontalmente a través de una línea muestran al jugador qué tocar y cuando. Los símbolos azules indican a los jugadores que deben tocar fuera de la cara del tambor (representando el borde del tambor). Los símbolos rojos indican que los jugadores deben tocar dentro en la superficie del tambor. El tambor se puede tocar en el lado derecho o el izquierdo. Si los símbolos son grandes indican que los jugadores se deben tocar en ambos lados a la vez, dentro o fuera según sea rojo o azul.
Los subtítulos bajo los símbolos dan la pronunciación de los sonidos (por ejemplo, «do don do don») usando un sistema tradicional llamado kuchi shōga (口唱歌). El jugador tiene que completar al menos el 65% para pasar y los niveles más difíciles («Difícil» y «Oni») requieren mucha habilidad y conocimiento del tema.
Como característica exclusiva de iOS, los jugadores pueden compartir sus marcadores en Twitter.